# ゼア・マスト・ビー・アン・エンジェル (プレイング・ウィズ・マイ・ハート)
「ゼア・マスト・ビー・アン・エンジェル (プレイング・ウィズ・マイ・ハート)」(There Must Be an Angel (Playing with My Heart))は、ユーリズミックスが1985年にリリースした楽曲。4枚目のスタジオ・アルバム『ビー・ユアセルフ・トゥナイト』から2枚目のシングルとして発売された。
スティーヴィー・ワンダーが間奏のハーモニカ演奏で参加している。
カヴァー・バージョンが2015年に花王ソフィーナ・プリマヴィスタのCMソングとして使用された。

## 収録曲
7" シングル
1. ゼア・マスト・ビー・アン・エンジェル（プレイング・ウィズ・マイ・ハート）- 4:36
2. グロウン・アップ・ガールズ　- 4:17

## チャート
| チャート (1985年)                                         | 最高位 |
| --------------------------------------------------------- | ------ |
| オーストラリア (Kent Music Report)                        | 3      |
| オーストリア (Ö3 Austria Top 40)                          | 9      |
| ベルギー (Ultratop 50 Flanders)                           | 7      |
| カナダ トップシングルス (RPM)                             | 12     |
| カナダ アダルト・コンテンポラリー (RPM)                   | 21     |
| ヨーロッパ (European Top 100 Singles)                     | 5      |
| フィンランド (Suomen virallinen lista)                    | 1      |
| フランス (SNEP)                                           | 8      |
| アイルランド (IRMA)                                       | 1      |
| オランダ (Dutch Top 40)                                   | 4      |
| オランダ (Single Top 100)                                 | 3      |
| ニュージーランド (Recorded Music NZ)                      | 5      |
| ノルウェー (VG-lista)                                     | 1      |
| 南アフリカ (Springbok Radio)                              | 6      |
| スペイン (AFYVE)                                          | 2      |
| スウェーデン (Sverigetopplistan)                          | 2      |
| UK シングルス (OCC)                                       | 1      |
| US Billboard Hot 100                                      | 22     |
| US Dance Club Songs (Billboard) "Grown Up Girls"と合算    | 31     |
| US Dance Singles Sales (Billboard) "Grown Up Girls"と合算 | 36     |
| US Cash Box Top 100 Singles                               | 23     |
| 西ドイツ (GfK Entertainment charts)                       | 4      |

| チャート (1985年)                    | 順位 |
| ------------------------------------ | ---- |
| オーストラリア (Kent Music Report)   | 39   |
| ベルギー (Ultratop 50 Flanders)      | 63   |
| カナダ (RPM)                         | 87   |
| オランダ (Dutch Top 40)              | 33   |
| オランダ (Single Top 100)            | 27   |
| ニュージーランド (Recorded Music NZ) | 39   |
| イギリス (Gallup)                    | 20   |
| 西ドイツ (Official German Charts)    | 45   |

## カバー
- Tina（1999年）- アルバム『Colorado』収録。
- 井手麻理子（1999年）
- 東儀秀樹(2201年) - ボーカルのメロディーを篳篥で演奏しインストで、参加した川井郁子盤のシングルもあり。
- JUJU（2007年）- ミニアルバム『Open Your Heart 〜素顔のままで〜』、カバーアルバム『TIMELESS』収録。